# 바스 판 바벌
발타사르 요제프 폴 "바스" 판 바벌(Balthassar Jozef Paul "Bas" van Bavel, 1964년 6월 24일 ~ )은 네덜란드의 역사학자이다. 위트레흐트 대학교에서 2007년부터 경제사회사를 가르쳤다. 주로 산업혁명 이전의 북서유럽을 주제로 연구하고 있다.
판 바벌은 1964년 브레다에서 태어났으며 위트레흐트 대학교에서 석사와 박사 학위를 받았다. 2013년 네덜란드 왕립 예술 과학 아카데미 회원으로 선출되었고, 2019년 스피노자 상을 수상했다.

## 저서
- Manors and Markets: Economy and Society in the Low Countries, 500–1600 (New York: Oxford University Press, March 2010)
- The Invisible Hand? How Market Economies have Emerged and Declined since ad 500 (Oxford: Oxford University Press, July 2016)